# فائمینو–فائما
فائمینو–فائما (ایتالیایی: Faemino–Faema) یک تیم دوچرخه‌سواری در کشور ایتالیا و بلژیک بوده‌است.
این تیم در سال ۱۹۶۸ تأسیس و در سال ۱۹۷۰ منحل شده‌است.

## افتخارات
- قهرمان بخش تیمی تور دو فرانس ۱۹۶۹
- قهرمان بخش تیمی جیرو دیتالیا ۱۹۶۸، ۱۹۶۹، ۱۹۷۰